# Ouvrage Michelsberg
Das Gros Ouvrage du Michelsberg (Werksnummer A22) liegt zwischen den Ortschaften Dalstein und Ébersviller (Département Moselle) und ist eine der vier großen Festungen der Maginot-Linie des Festungsabschnitts Boulay. Es wurde durch das Gros Ouvrage Mont des Welsches und das Petit Ouvrage Hobling im Kampf unterstützt.

## Aufbau des Werks

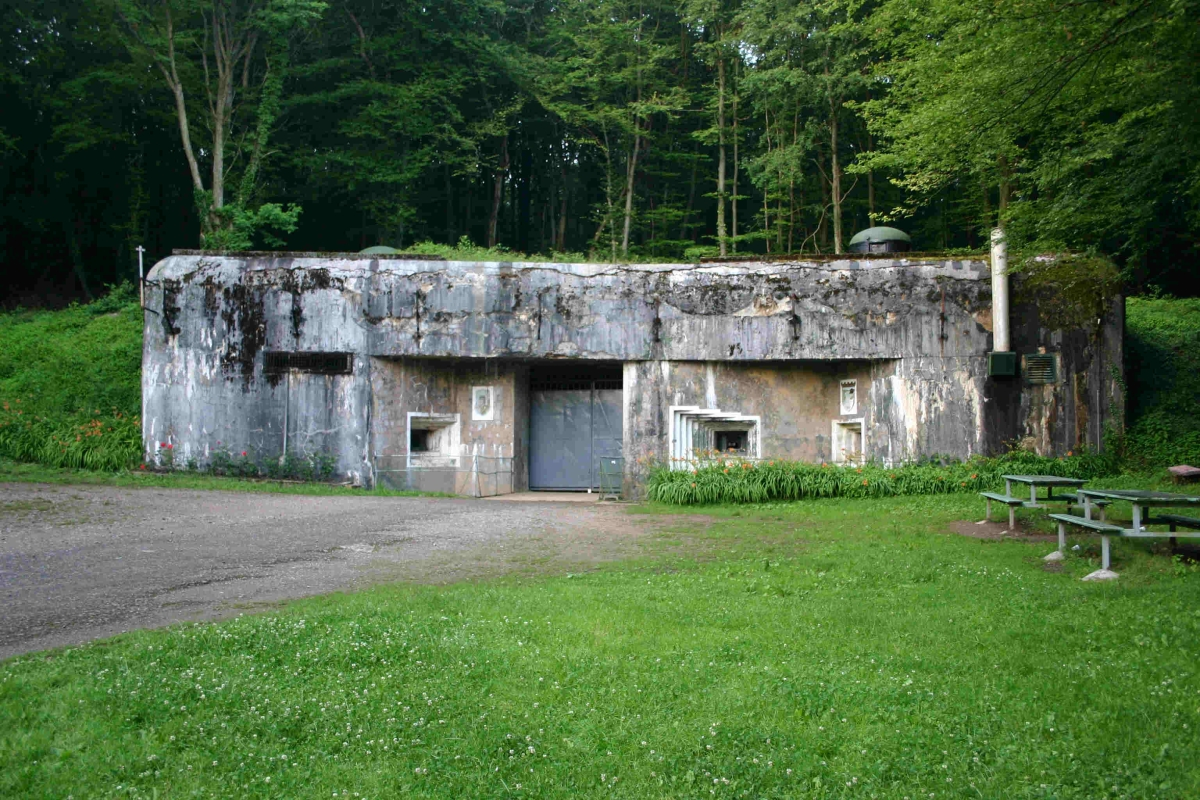
Eingangsbereich zum Werk Michelsberg

Gebaut wurde das Werk (Festungsbau) nach den Standards der Commission d'Organisations des Regions Fortifiés (C.O.R.F.). Es besteht aus fünf Kampfblöcken, wobei ursprünglich sechs Blöcke vorgesehen waren, und einem Eingang, der für die Anlieferung der Munition und als Mannschaftseingang genutzt wurde.

### Eingang
- kombinierter Mannschafts- und Munitionseingang (ebenerdiger Eingang)
- eine Scharte für Zwillings-MG
- eine 47-mm-Panzerabwehrkanone (Pak)
- zwei GFM-Kuppeln (Beobachtungs- und MG-Kuppeln)

### Kraftwerk
- vier SGCM zu je 125 PS

### Kampfblöcke
- Block 1: Infanterieblock mit einem Maschinengewehr-Turm, einer GFM-Kuppel und einer Zwillings-MG-Kuppel (JM)
- Block 2: Infanterieblock mit einer Scharte für ein Zwillings-MG und eine 47-mm-Panzerabwehr-Kanone (JM/AC47), eine Zwillings-MG-Scharte (JM) und zwei GFM-Kuppeln
- Block 3: Artillerieblock mit einem 81-mm-Gefechtsturm und zwei GFM-Kuppeln
- Block 4: nicht gebaut
- Block 5: Artillerieblock mit einem 75-mm-Gefechtsturm (Mod. 33) und einer GFM-Kuppel
- Block 6: Artillerieblock mit einem 135-mm-Gefechtsturm, einer GFM-Kuppel, einer Granatenwerferkuppel (LG) und einer Kuppel mit Notausgang (einzigartig in der ganzen Maginot-Linie)

### Besonderheiten
Das Artilleriewerk verfügt über einige bauliche Besonderheiten.
Der Notausgang der Ouvrage befindet sich in einem Artillerieblock. Ein getrennter Eingang für Munition und Mannschaft, wie es die C.O.R.F plante, fehlt. So gibt es nur einen Eingang.
Das Hauptmunitionslager M1 wurde nicht gebaut und es gibt einen Beobachtungsblock für die Artilleriebeobachtung, da das Werk nicht über einen eigenen Beobachtungsbunker (Observator) verfügte.

## Geschichte
Gebaut wurde das Werk zwischen den Jahren 1930 und 1935. Allerdings wurde es nach der Fertigstellung nicht gleich mit Soldaten besetzt, sondern, ähnlich wie bei den Nachbarwerken, nur mit einer Gruppe von etwa 30 Pionieren in Betrieb genommen. Die Mannschaft des Werkes Michelsberg wurde mit den Kameraden des Werkes Hobling und den Soldaten der Kasematten und der Unterstände der Gegend in der Kaserne Ising untergebracht.
Ab August 1939 befand sich das Werk im Alarmzustand und bereits vor der Kriegserklärung vom 3. September 1939 wurde die Mannschaft im Werk Michelsberg einquartiert.
Im Juni 1940 bestand die Mannschaft aus 20 Offizieren, 495 Unteroffizieren und Soldaten, die unter dem Befehl des Major (Werkskommandant) Pelletier standen. Die Besatzung gehörte dem 164. RIF (Festungs-Infanterie-Regiment), 153. RAP (Artillerie-Regiment) an.

## Kampfhandlungen
Seit dem 13. Juni 1940, die Maginot-Linie um das Artilleriewerk Michelsberg war zu diesem Zeitpunkt vollständig von deutschen Truppen eingeschlossen, beteiligte sich das Werk immer wieder an mit den Nachbarwerken zusammengefassten Feuerschlägen auf feindliche Patrouillen. Oberst Beisswänger, der Kommandeur des Artillerieregiments 195, erhielt am 22. Juni den Auftrag, einen entscheidenden Schlag gegen die Werke Mont des Welsches und Michelsberg zu führen. Ab 7:30 Uhr wurden diese beiden Befestigungen unter Feuer genommen. Die Vorteile bei dem nun folgenden Gefecht lagen jedoch eindeutig bei den französischen Festungsbesatzungen. Ihnen war das Gelände um die Anlagen bestens bekannt. Die Stellungen ihrer gerade in diesem Sektor der Maginot-Linie sehr zahlreich vorhandenen Festungsgeschütze waren so ausgelegt, dass es praktisch keine toten Winkel gab. Somit bedurfte es in der Regel nur einer eindeutigen Zielerkennung, um feindliche Fahrzeuge, Geschütze oder zusammengezogene Infanterie sofort und erfolgreich bekämpfen zu können.
Gegen 16:00 Uhr war es den Deutschen gelungen, eine 8,8-cm-Flak gegen das Artilleriewerk Michelsberg in Stellung zu bringen. Das Geschütz erzielte in kurzer Zeit mehr als 200 Treffer auf Block 2 und Block 3. Die Außenwände der Kasematte und die Panzerglocken von Block 3 wiesen bereits ernste Schäden auf, auch wurden zwei Beobachter verletzt, als endlich die Franzosen die genaue Stellung der Batterie im Wald von Klang ausmachen konnten. Zwei Salven der 135-mm-Haubitze vernichteten das deutsche Geschütz.
Um 17:30 Uhr meldeten die Beobachtungsposten dann drei deutsche Parlamentäre, die sich dem Michelsberg näherten und die Aufgabe forderten, was vom Werkskommandant Pelletier energisch abgelehnt wurde. Weitere Kampfhandlungen fanden dann bis zur bedingungslosen Kapitulation aller Werke der Maginot-Linie rechts der Mosel am 30. Juni nicht statt.

## Verein
Gegründet wurde der Verein Association Ouvrage du Michelsberg -22. Juni 1940- im Jahr 1993. Die Mitglieder kümmern sich seitdem um den Erhaltung und die Restaurierung der Festung Michelsberg. Das Werk befand sich zum Beginn der Arbeiten in einem sehr schlechten Zustand. Durch jahrelange Champignonzucht und Vandalismus waren große Teile der Anlage zerstört.
Nach der Grundreinigung des Werkes wurde die Stromversorgung des Werkes wieder hergestellt. Im Jahre 1996 wurde das Werk der Öffentlichkeit zugänglich gemacht und öffnet seine Tore nun regelmäßig.

## Besichtigung
Gezeigt werden der Eingangsbereich mit der Verteidigungsanlage und der Luftversorgung, das Kraftwerk mit den Dieselmotoren, verschiedene Werkräume und der Lokschuppen, der weitläufige Kasernenbereich, die Küchenräume sowie der Feuerleitstand und der Kampfblock 5 mit einem 265 Tonnen schweren Drehturm.

## Bilder aus dem Museum

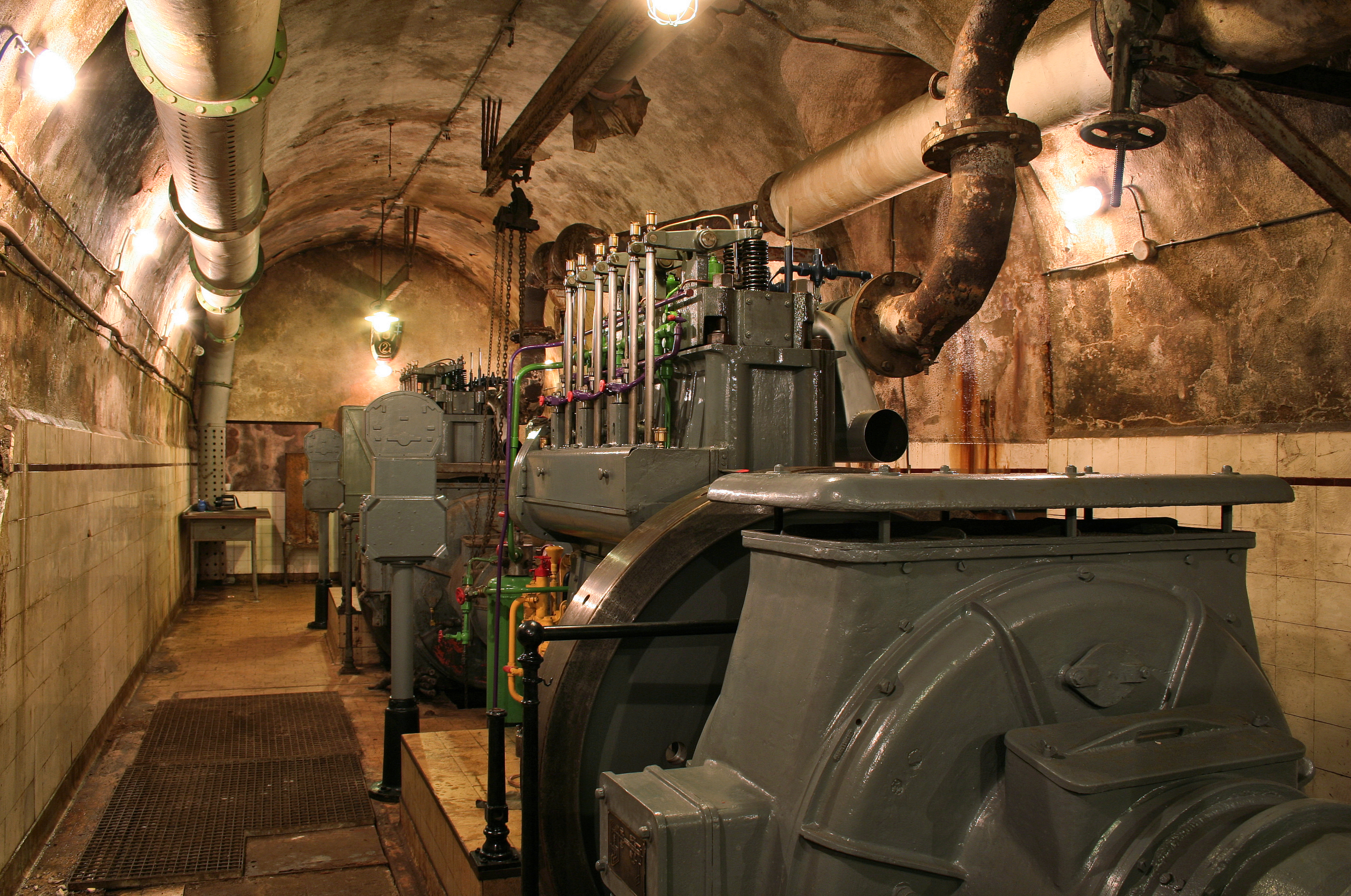
Usine/Kraftwerk
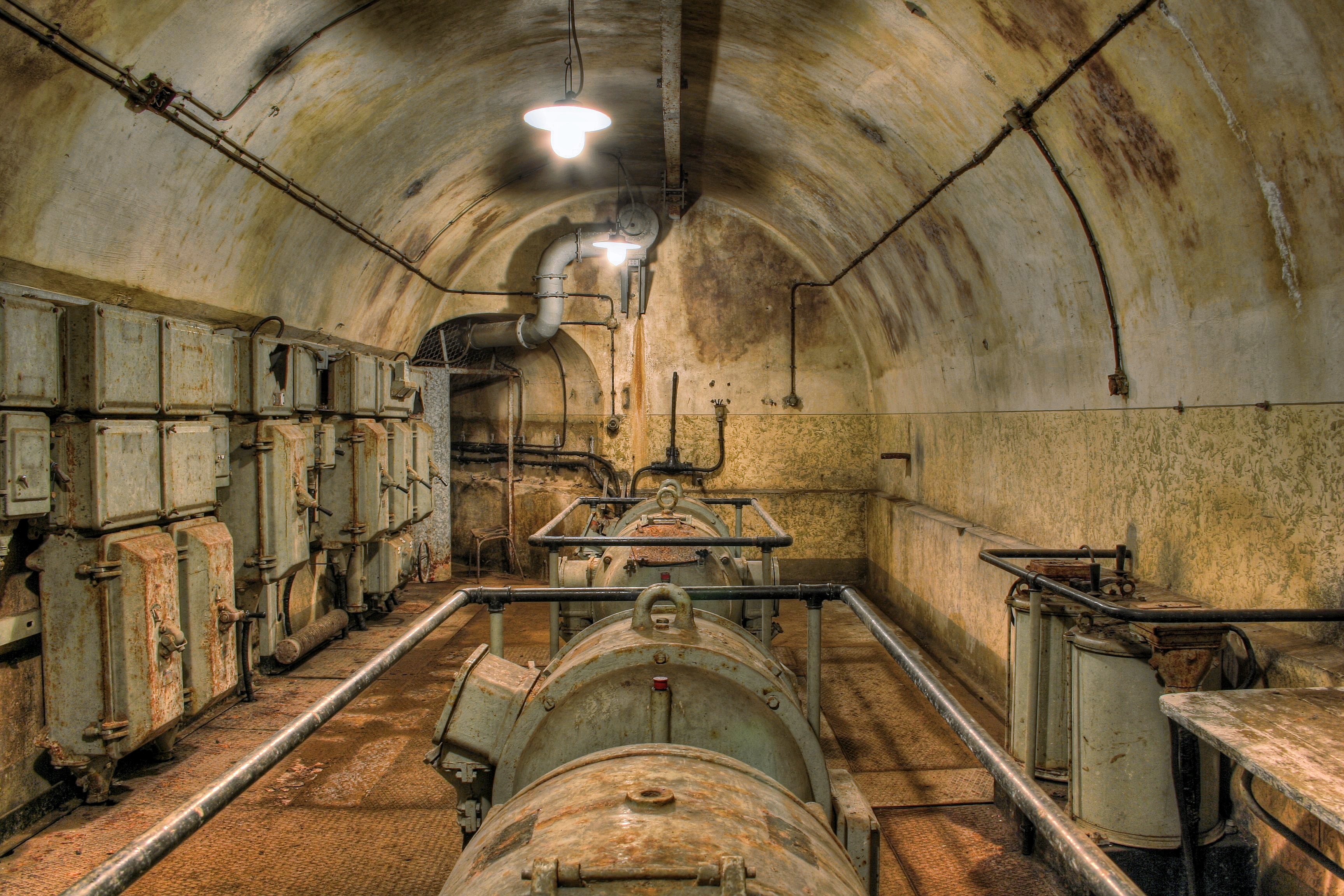
Umspannwerk
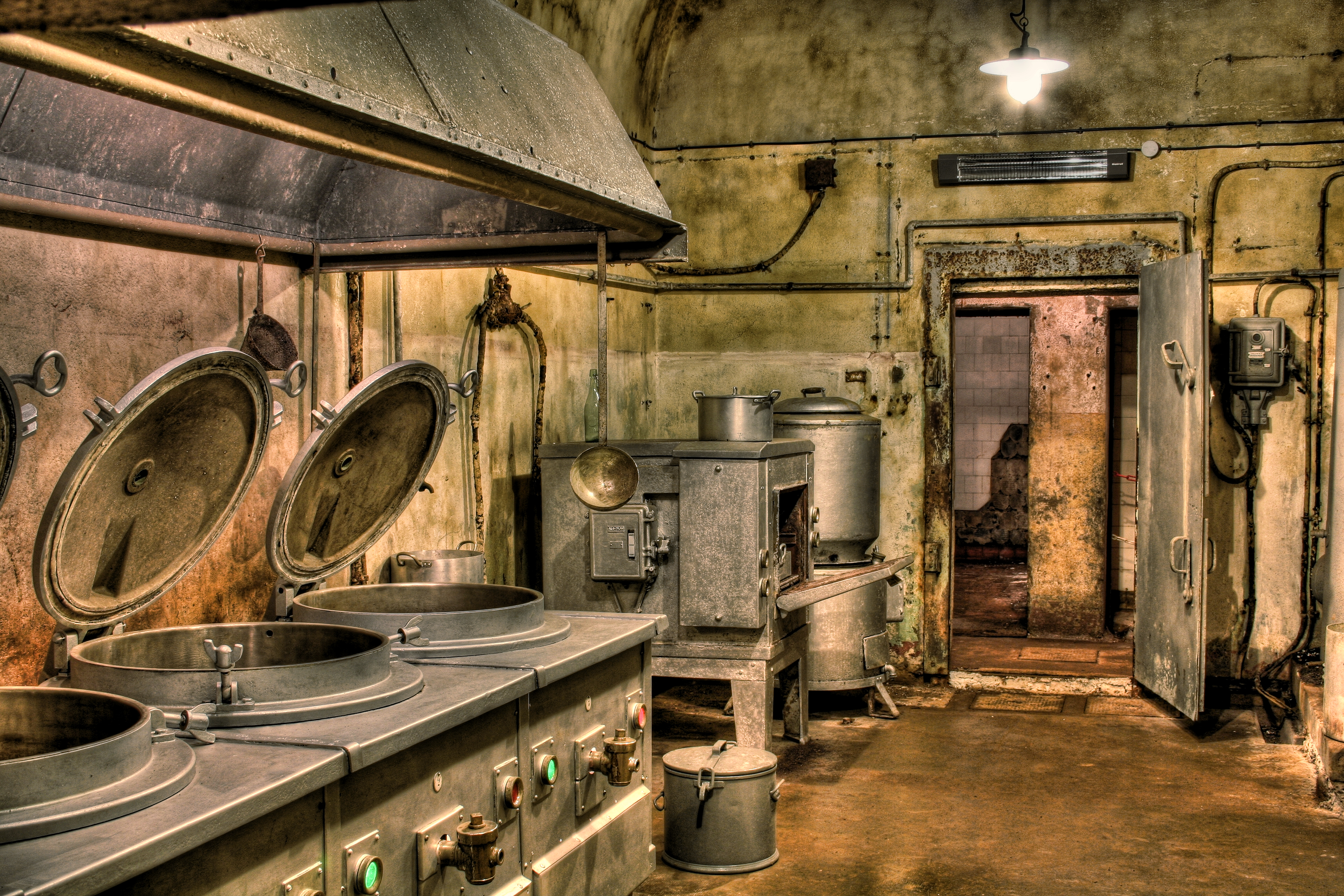
Die Küche im Michelsberg
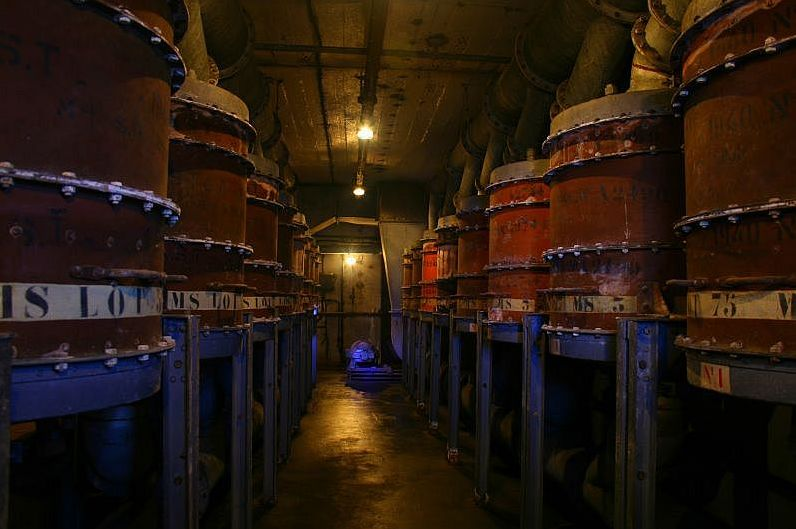
Filteranlage im Michelsberg
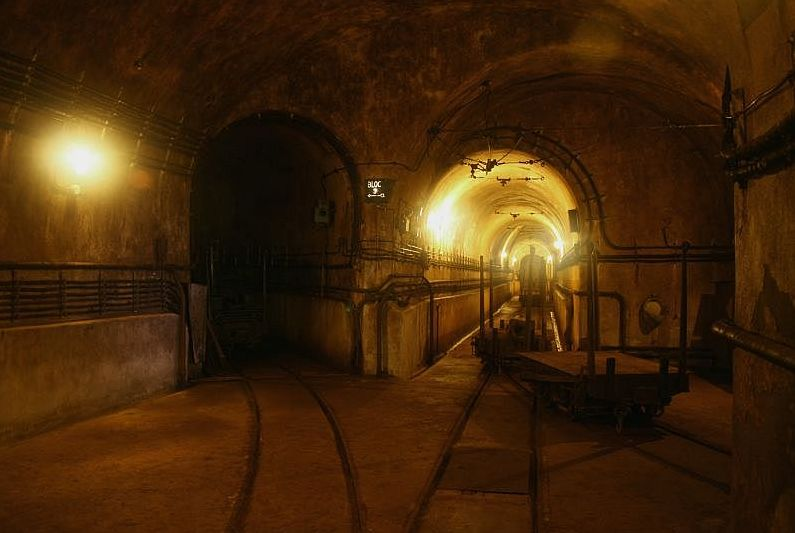
Stollenverzweigung im Michelsberg
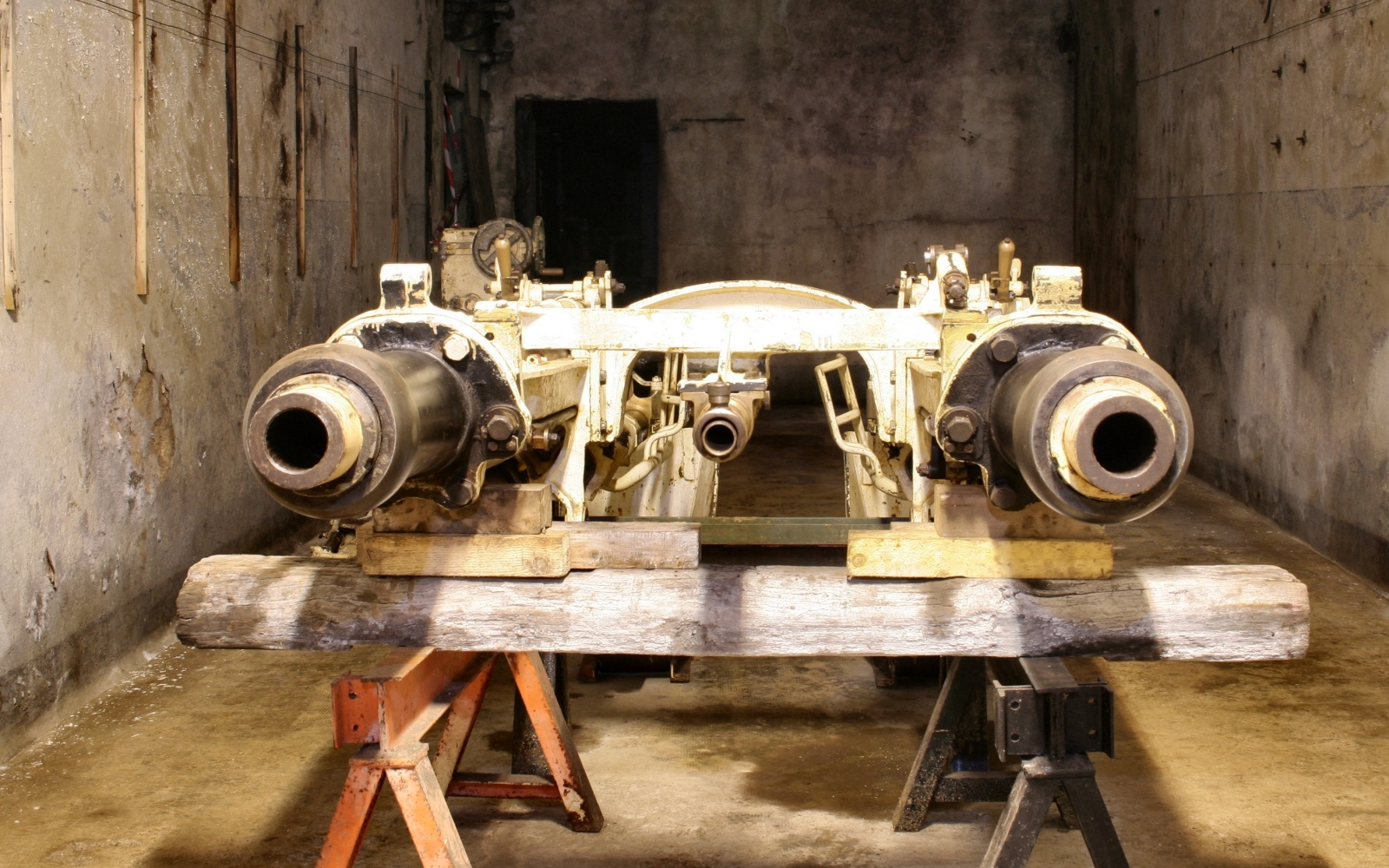
75-mm-Doppelkanone, Ouvrage du Michelsberg
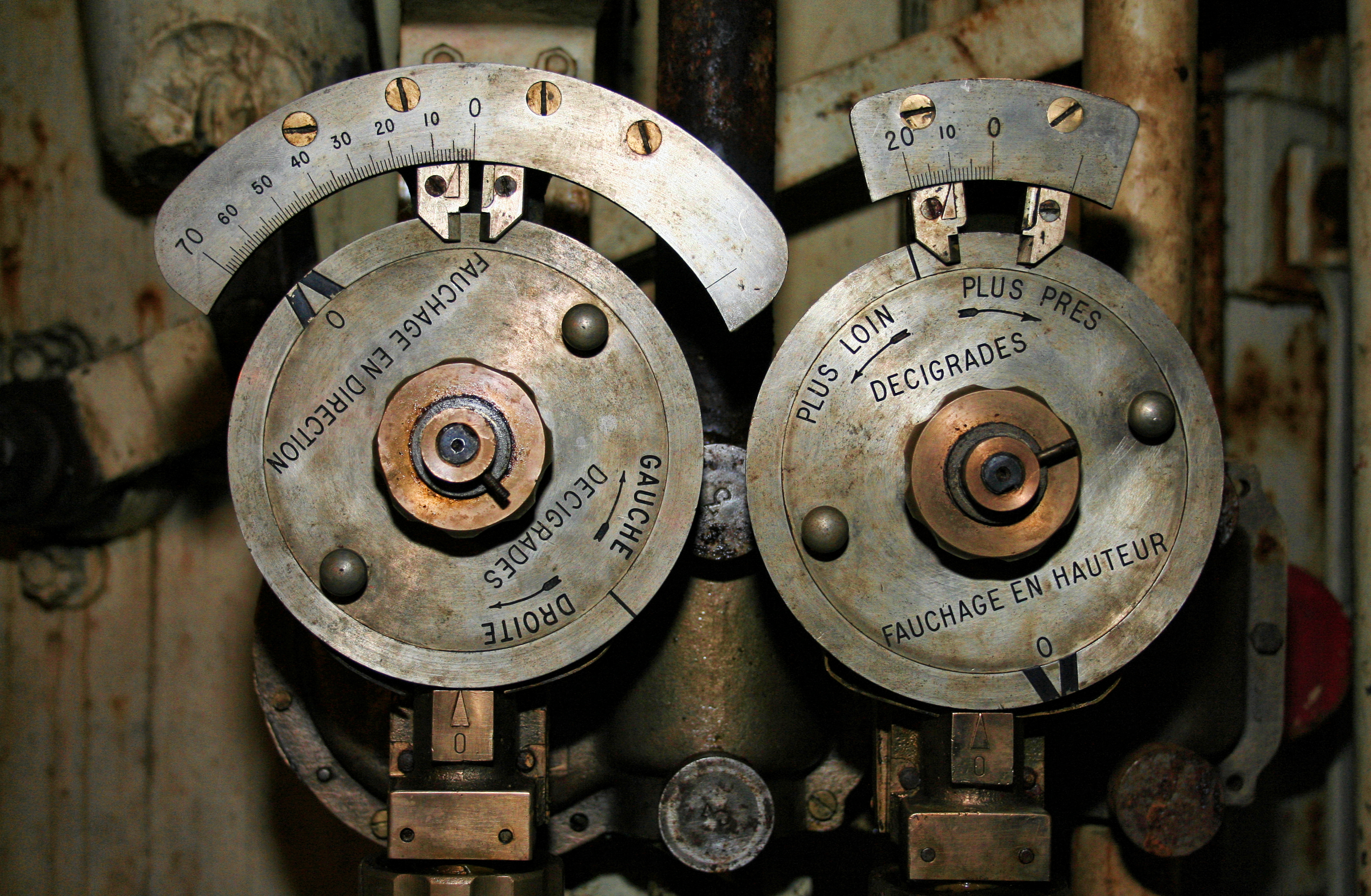
Detail vom 75-mm-Turm, Block 5
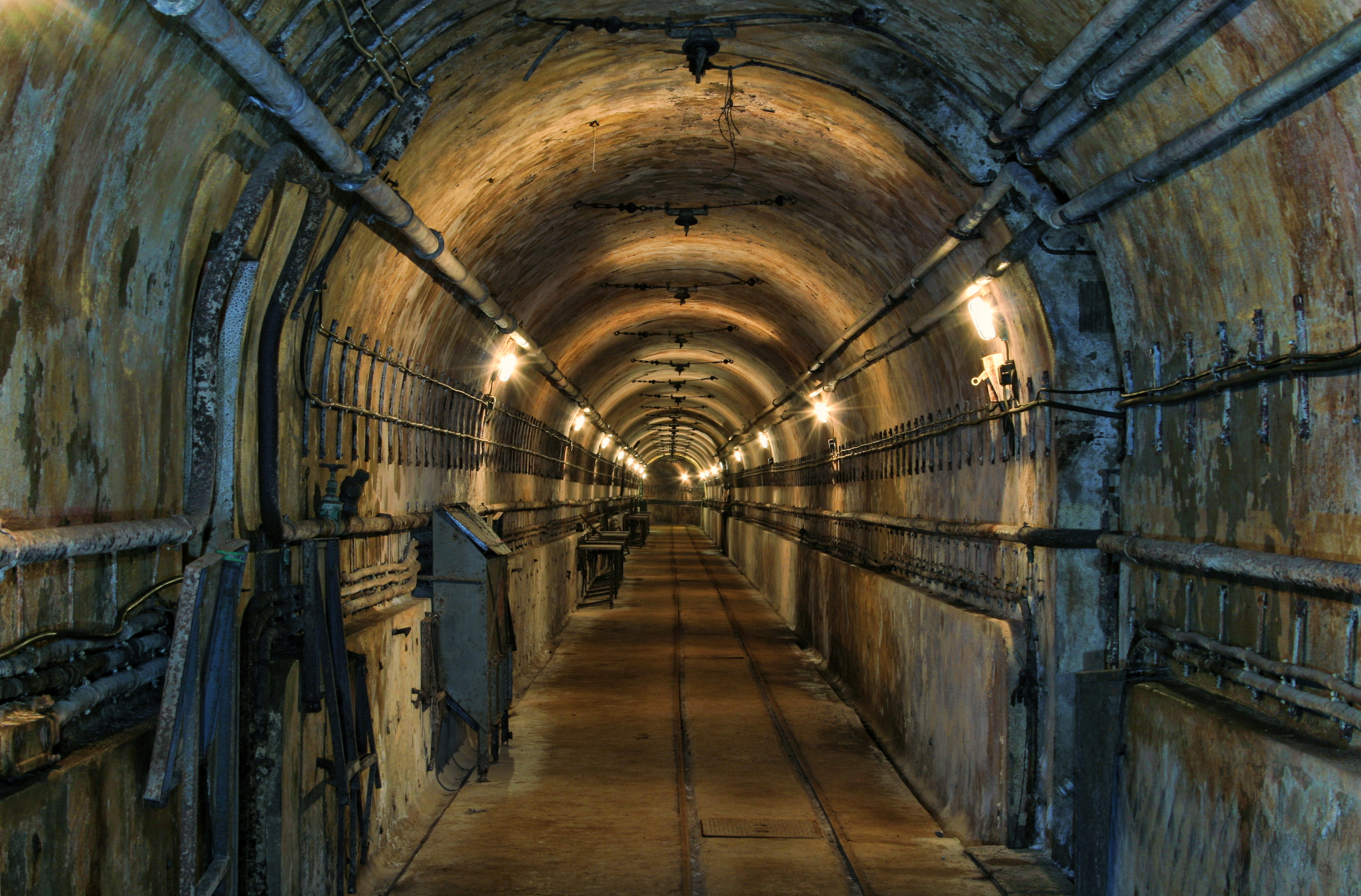
Galerie zu den Kampfblöcken
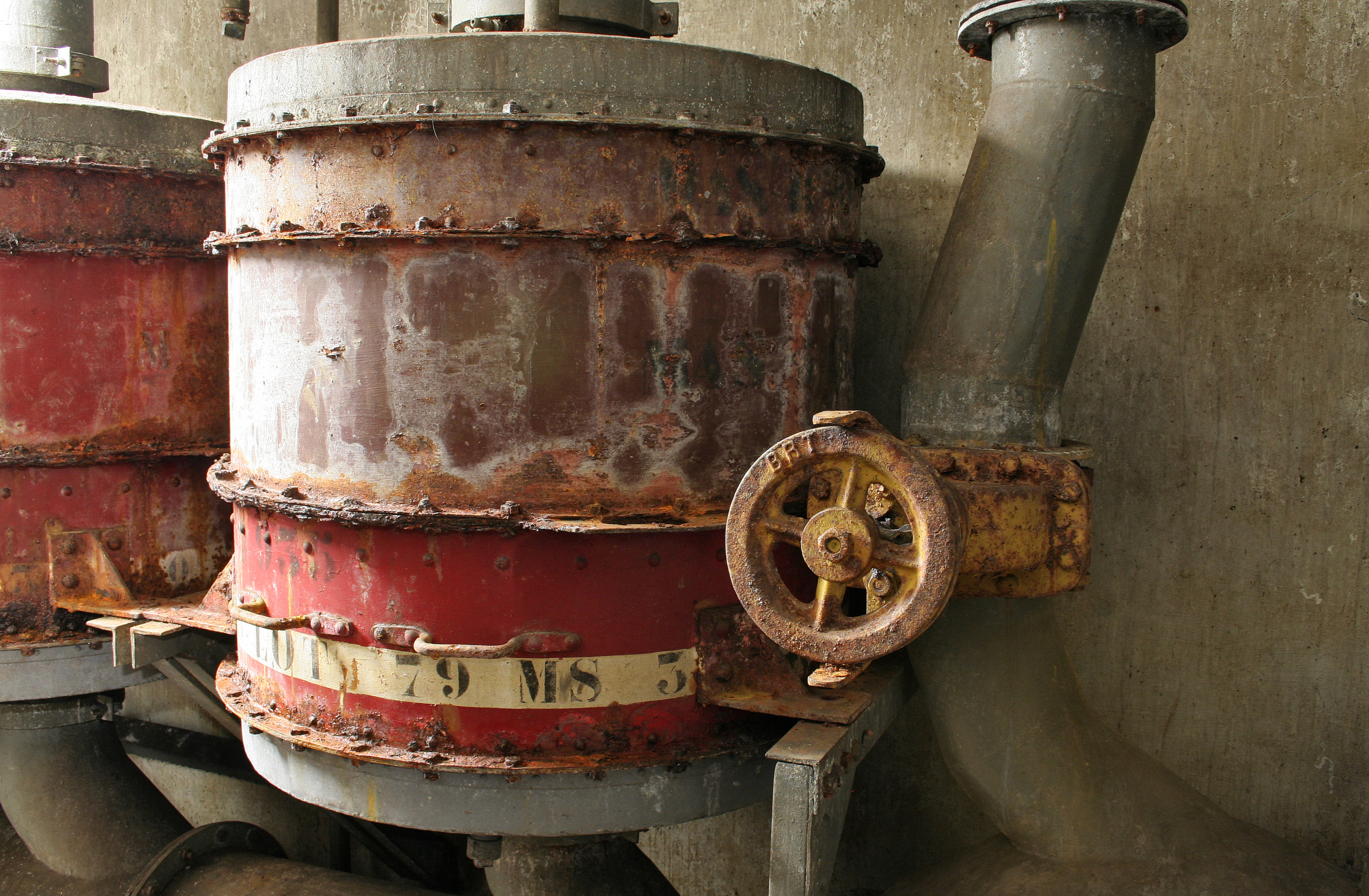
Ein Filter
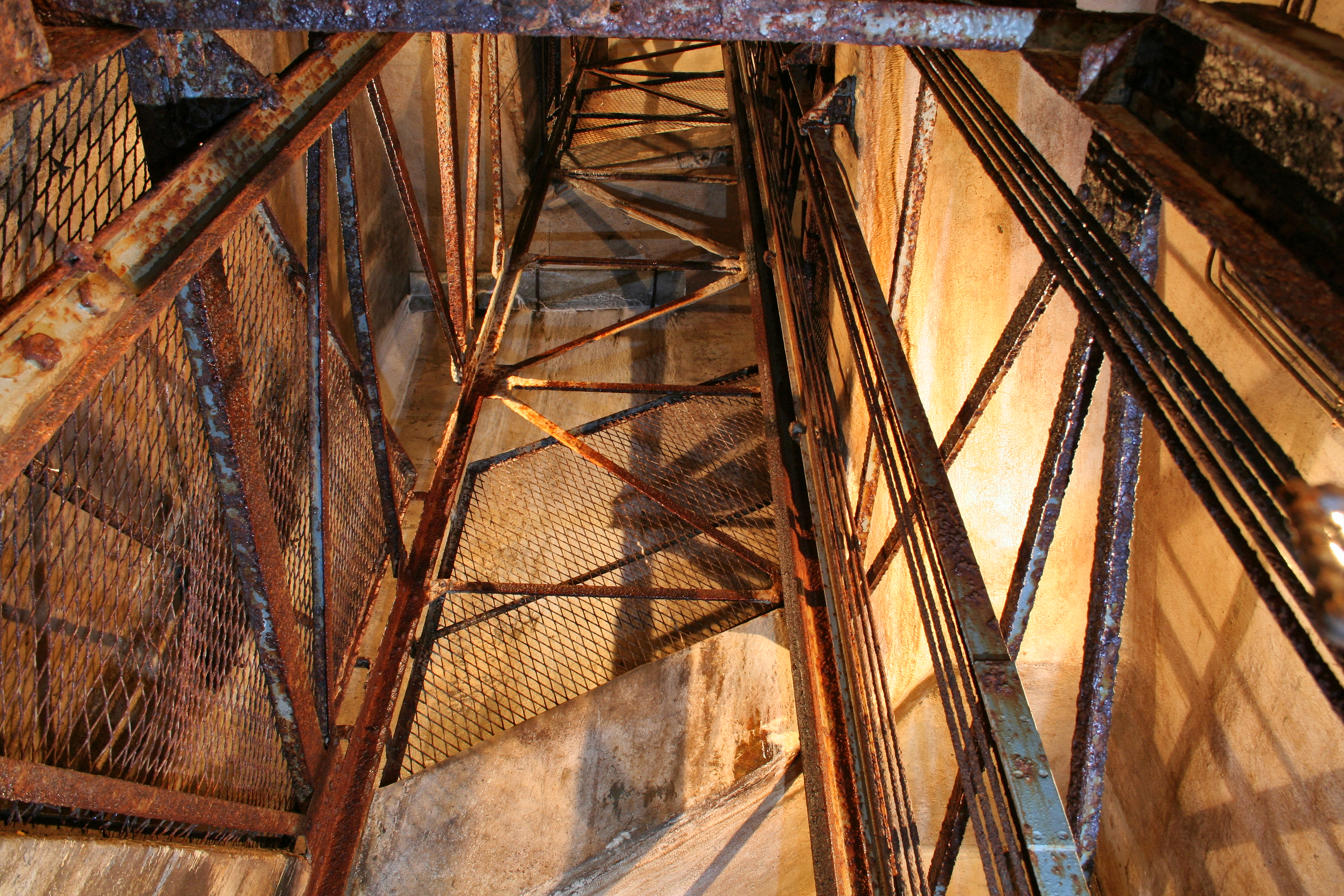
Aufzugsschacht zu Block 5
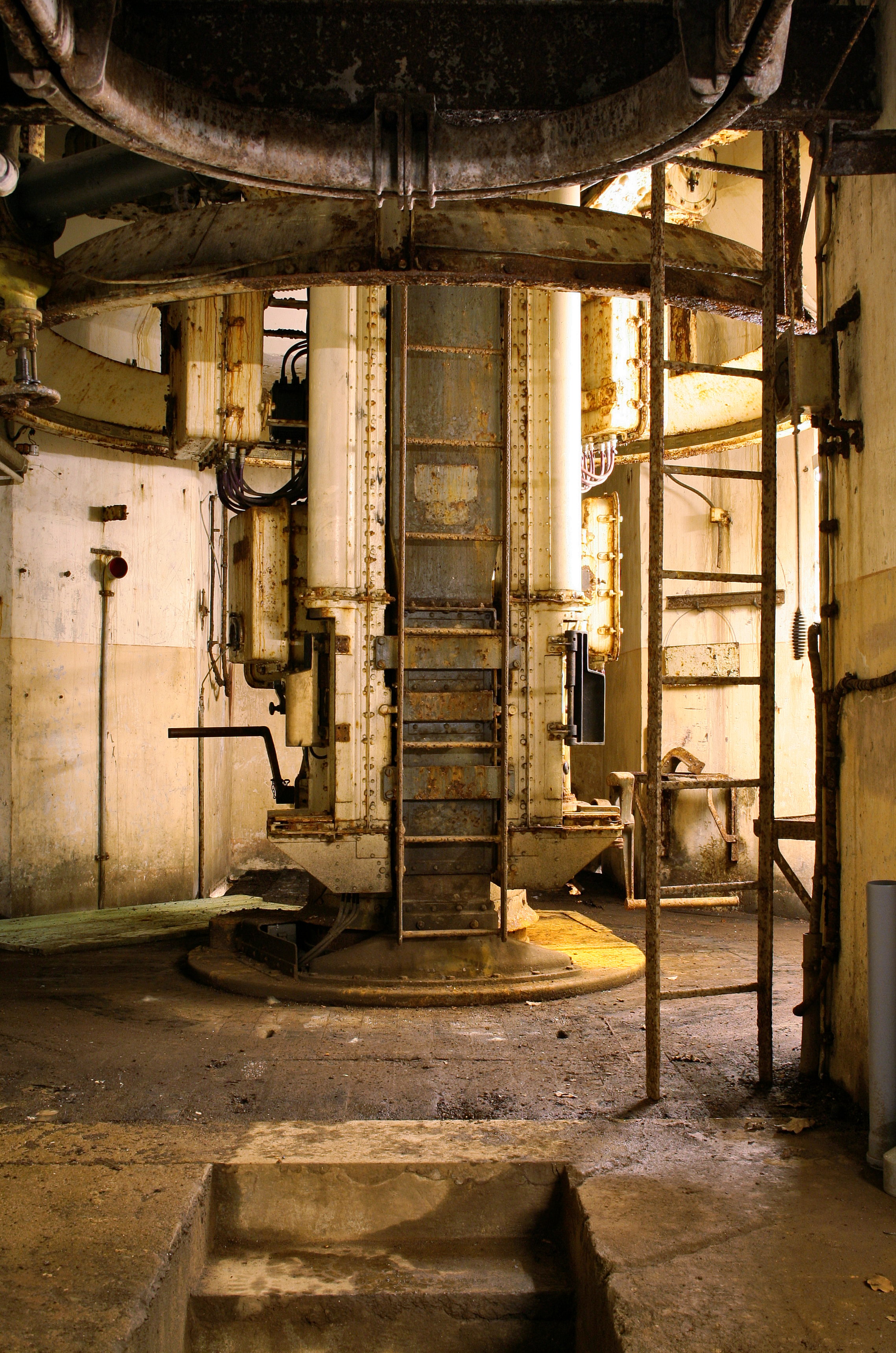
Versenkbarer Turm